# Galvão (Santa Catarina)
Galvão é um município brasileiro do estado de Santa Catarina. Localiza-se a uma latitude 26º27'18" sul e a uma longitude 52º41'09" oeste, estando a uma altitude de 655 metros. Sua população estimada em 2004 era de 4.004 habitantes.
Possui uma área de 131,27 km².